# Llengua de bou blanca
La llengua de bou blanca (Hydnum pallidum) és una espècie de bolet pertanyent a la família de les hidnàcies.

## Descripció
- El barret és aplanat, més convex de jove, irregularment arrodonit i de color blanquinós. En envellir, es taca lleugerament de bru groguenc, especialment vers el marge. Superfície una mica vellutada, sovint rugosa o amb petits bonys, amb el marge incurvat de jove. Fa entre 5 i 10 cm de diàmetre.
- L'himeni està cobert d'abundants agulletes, denses, subdecurrents, de color blanquinós o una mica tacades de bru, les quals es desprenen amb relativa facilitat.
- El peu és de central a una mica excèntric, cilíndric, curt i robust, de 3-5 x 1-2 cm, de color blanquinós. La superfície és de llisa a finament esquamosa.
- La carn és blanquinosa (crema vers la base del peu), molt fràgil i trencadissa.
- L'olor i el sabor són agradables.
- Les espores són àmpliament el·lipsoïdals, llises, hialines, de 4,5-5,5 x 3-4 micròmetres. Basidis tetraspòrics. Cistidis absents.[2]

## Hàbitat
És un bolet relativament freqüent, el qual acostuma a sortir en grans grups durant la tardor i l'hivern (si no es produeixen glaçades fortes, pot continuar naixent al llarg del desembre) sota pins (especialment, pi blanc -Pinus halepensis- i pi roig -Pinus sylvestris-) i des de la costa fins a l'estatge montà.

## Distribució geogràfica
Es troba a Europa. Als Països Catalans, els millors racons per trobar-ne són totes les àrees costaneres i de l'interior de la província de Tarragona, els boscos occidentals de les serralades litoral i prelitoral de la província de Barcelona, bona part dels boscos de la Depressió Central, algunes pinedes de les comarques del nord del Gironès i del Pla de l'Estany i les illes Balears i Pitiüses.

## Comestibilitat
És un bon comestible, força apreciat en algunes comarques. Dins del grup de les llengües de bou, és l'espècie més apreciada.

## Confusions amb altres espècies
La fragilitat i el color blanquinós del basidioma en faciliten la identificació, ja que les espècies més properes (la llengua de bou -Hydnum repandum- i el bolet d'agulles rufescent -Hydnum rufescens-) tenen un color més fosc i un basidioma menys fràgil. Scutiger subrubescens, d'aspecte molt semblant vist per sobre, se'n separa per l'himeni amb porus i pel basidioma tacat de groc.